# Neoaticismo

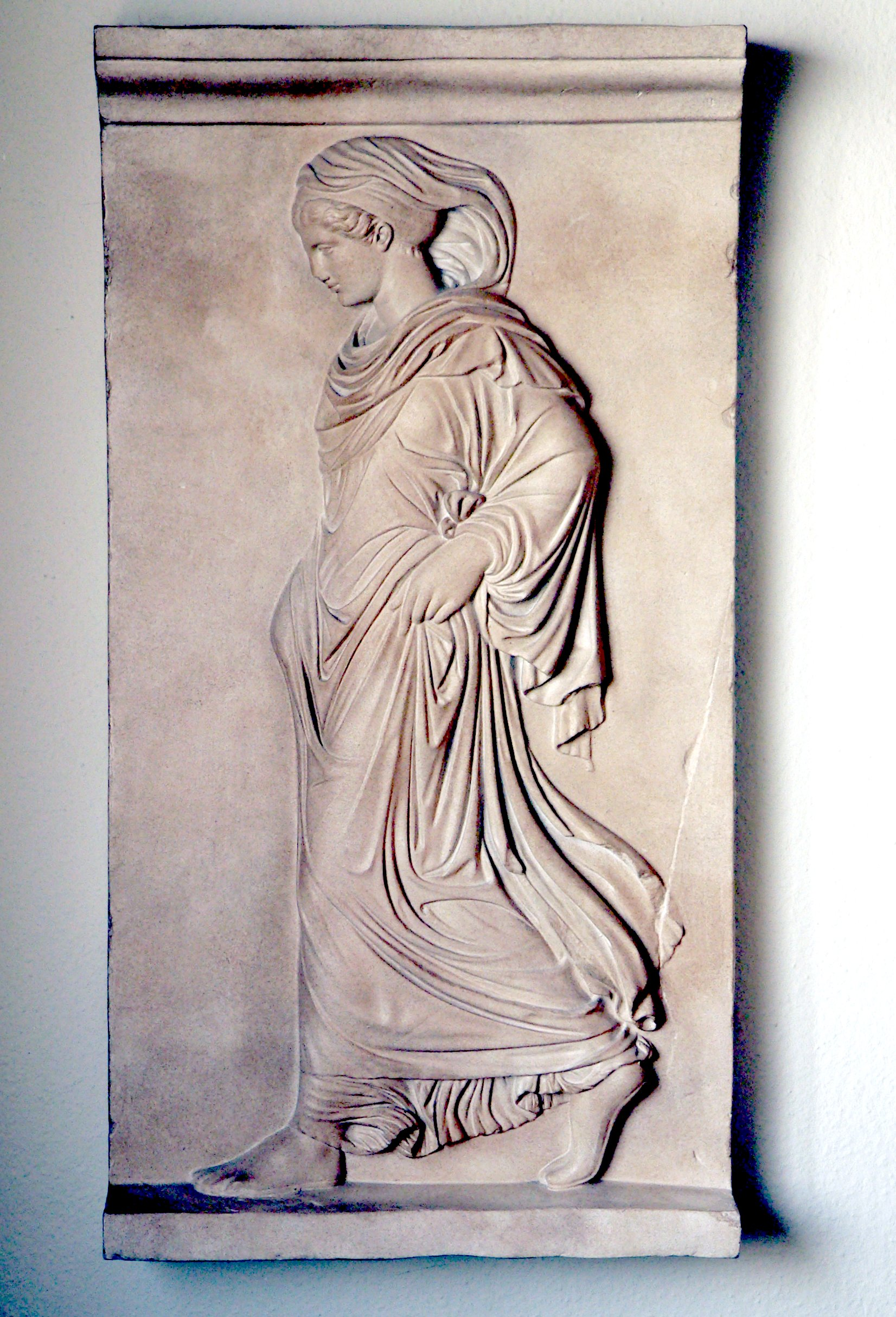
A Gradiva, um exemplo de escultura neoática.

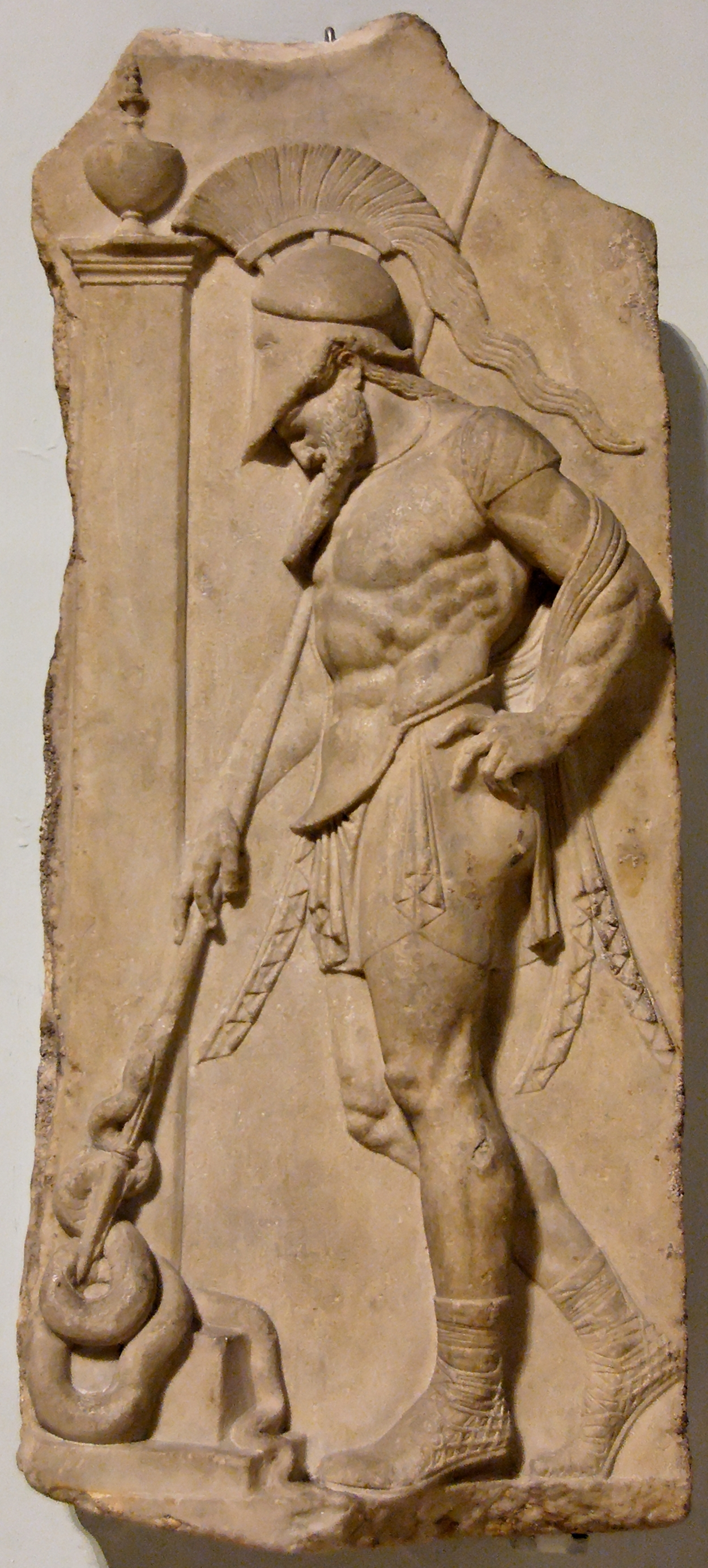
Outra obra neoática (Museu Britânico).

Neoaticismo ou Aticismo é um estilo de escultural iniciado no século II AC com a escultura e pintura de vasos Helênicos e cujo clímax foi na arte romana do século II DC. Esse estilo copiava e adaptava o que caracterizou os relevos e esculturas da Antiguidade Clássica (séculos IV e V AC) e do período Arcaico da Grécia (século VI AC).  As produções foram feitas por grupos de escultores de Atenas, que se especializaram nesse trabalho, possivelmente artesãos gregos produzindo obras encomendadas por "connoisseurs" de Roma.
Esse estilo "neoático" foi uma reação contra as extravagâncias barrocas da arte helenística  que foi uma prévia manifestação do Neoclassicismo, o que demontra o quanto de auto consciência havia nessa arte helenística renovada. O Neoaticismo é um estilo que mostra graça, charme, serenidade, animação,  correção no bom gosto para adaptar um reduzido "canon" de formas e figuras de protótipos numa execução ao mesmo tempo refinada, domada, ondulante, criativa.  
O nome para esse estilo foi proposto por Friedrich Hauser (1859-1917), arqueológo clássico e estudioso da História da Arte alemão na sua obra Die Neuattischen Reliefs (Stuttgart: Verlag von Konrad Wittwer, 1889). Os modelos que Hauser chamou de "Neoáticos" são baixo-relevos presentes em placas e vasos decorativos, que usavam um estilo figurativo com base em tecidosm, vestuários e que buscava seu "canon" nos modelos clássicos dos séculos IV e V AC em Atenas, na Ática (daí especificamente a denominação).